# Phlyctimantis
Phlyctimantis is een geslacht van kikkers uit de familie rietkikkers (Hyperoliidae). De groep werd voor het eerst wetenschappelijk beschreven door Raymond Ferdinand Laurent en J. Laurent-Combaz in 1950.
Er zijn vijf verschillende soorten die voorkomen in grote delen van Afrika.

## Soorten
Geslacht Phlyctimantis
- Soort Phlyctimantis boulengeri
- Soort Phlyctimantis keithae
- Soort Phlyctimantis leonardi
- Soort Phlyctimantis maculatus
- Soort Phlyctimantis verrucosus

Acanthixalus · 
Afrixalus · 
Alexteroon · 
Arlequinus · 
Callixalus · 
Chrysobatrachus · 
Cryptothylax · 
Heterixalus · 
Hyperolius · 
Kassina · 
Kassinula · 
Morerella · 
Opisthothylax · 
Paracassina · 
Phlyctimantis · 
Semnodactylus · 
Tachycnemis